# Silverado
Silverado (v anglickém originále Silverado) je americký filmový western z roku 1985. Režisérem filmu je Lawrence Kasdan. Hlavní role ve filmu ztvárnili Kevin Kline, Scott Glenn, Kevin Costner, Danny Glover a Brian Dennehy.

## Ocenění
Film byl nominován na dva Oscary, konkrétně v kategoriích nejlepší originální hudba a nejlepší střih. Ani jednu z nominací neproměnil. Kromě toho získal jedno další ocenění a na dvě byl nominován.  

## Obsazení
| Kevin Kline      | Paden           |
| Scott Glenn      | Emmett          |
| Kevin Costner    | Jake            |
| Danny Glover     | Mal Johnson     |
| Brian Dennehy    | šerif Cobb      |
| Rosanna Arquette | Hannah          |
| John Cleese      | John Langston   |
| Jeff Goldblum    | Calvin Stanhope |
| Linda Hunt       | Stella          |
| Richard Jenkins  | Kelly           |